# Saison 2001-2002 du Raja Club Athletic
Maillots
Chronologie
Saison précédente Saison suivante
La saison 2001-2002 du Raja Club Athletic est la 53e de l'histoire du club depuis sa fondation le 20 mars 1949. Elle débute alors que les Verts ont remportés le championnat lors de la saison précédente.
Au titre de cette saison, le Raja CA est engagé dans trois compétitions officielles: Botola, Coupe du Trône et la Ligue des champions.
Le meilleur buteur de la saison est l'attaquant burkinabé Mohamed Ali Diallo avec 15 buts inscrits toutes compétitions confondues.

## Avant saison

### Matchs amicaux
En août 2001, le Raja s'envole en Arabie Saoudite pour prendre part à la 5e édition du Tournoi international de l'amitié Abha, auquel participe dix équipes venant de trois continents; Asie, Afrique et Amérique du sud.
Le Raja finit en tête de son groupe avec trois victoires et un nul, et s'oppose en demi-finale à la sélection de la province d'Asir qu'il élimine aux tir au but. En finale, malgré l'égalisation de Mohamed Ali Diallo face à Al Ahly Djeddah, les Verts cèdent la finale sur le score de 2-1.
| '          | J.          | Adversaire          | Lieu                                    | Score           | Buteurs                           |
| ---------- | ----------- | ------------------- | --------------------------------------- | --------------- | --------------------------------- |
| 15/08/2001 | Match 1     | Dalian Shide FC     | Sultan bin Abdulaziz Stadium (en), Abha | 0-1             | ?                                 |
| 17/08/2001 | Match 2     | Al-Wahda Club       | Sultan bin Abdulaziz Stadium (en), Abha | 0-1             | Cheikh Sarr                       |
| 19/08/2001 | Match 3     | Arabie saoudite U20 | Sultan bin Abdulaziz Stadium (en), Abha | 2-2             | Cheikh Sarr , Redouane El Haimeur |
| 23/08/2001 | Match 4     | Al Riyad SC         | Sultan bin Abdulaziz Stadium (en), Abha | 3-1             | ? , ? , ?                         |
| 25/08/2001 | Demi-finale | Asir XI             | Sultan bin Abdulaziz Stadium (en), Abha | 1-1 (t.a.b 4-2) | ?                                 |
| 27/08/2001 | Finale      | Al Ahly SC          | Sultan bin Abdulaziz Stadium (en), Abha | 2-1             | Mohamed Ali Diallo                |

## Entraîneurs
Après avoir remporté le championnat 2000-2001, Silvester Takač est limogé à la suite de l'élimination du Raja de la Ligue des champions 2001 et c'est Mohamed Nejmi qui termine la saison. Fathi Jamal commence la saison en intérim et mène l'équipe durant trois matchs de coupe, tous gagnés. Le 16 septembre, l'ukrainien Yuri Sebastinko est engagé mais se retrouve à la porte trois semaines plus tard après la défaite face au Wydad en demi-finale de la Coupe du trône.   
Fathi Jamal reprends le flambeau une seconde fois et réalise un bon départ mais réalise une série de trois défaites et un nul en novembre qui le pousse à démissionner. Mohamed Nejmi le remplace durant un mois avant que l'ancien sélectionneur de l'équipe national belge Walter Meews ne soit nommé au poste d'entraîneur en janvier 2002.  

## Transferts

### Mercato estival
Le capitaine Abdellatif Jrindou fait son retour après un an de prêt, ainsi que Elamin Erbate et Nabil Mesloub. Après leurs prestations avec les espoirs, Hassan Daoudi, Sami Tajeddine et Marouane Zemmama montent en équipe première. 
Quelques joueurs importants quittent le club comme Bouchaib El Moubarki qui rejoint le Qatar ou Youssef Safri qui rallie Coventry City, fraîchement relégué de la Premier League, pour une somme de 700.000£.
| Joueur               | Poste             | Âge | Type de transfert | Provenance/Destination | Division                     |
| -------------------- | ----------------- | --- | ----------------- | ---------------------- | ---------------------------- |
| Arrivées             |                   |     |                   |                        |                              |
| Abdelhak Benbella    | Défenseur         | 24  | Transfert         | Chabab Mohammédia      | Botola Pro                   |
| Abdellatif Jrindou   | Défenseur         | 27  | Retour de prêt    | Al Ahly Dubaï          | UAE Pro League               |
| Elamin Erbate        | Défenseur         | 20  | Retour de prêt    | Al Ahly Tripoli        | Libyan Premier League        |
| Nabil Mesloub        | Milieu de terrain | 23  | Retour de prêt    | AS FAR                 | Botola Pro                   |
| Hassan Daoudi        | Milieu de terrain | 21  | —                 | Raja U21               | Championnat national espoirs |
| Sami Tajeddine       | Défenseur         | 19  | —                 | Raja U21               | Championnat national espoirs |
| Marouane Zemmama     | Milieu de terrain | 18  | —                 | Raja U21               | Championnat national espoirs |
| Départs              |                   |     |                   |                        |                              |
| Youssef Safri        | Milieu de terrain | 24  | Transfert         | Coventry City          | Premier League               |
| Youssef Achami       | Attaquant         | 25  | Transfert         | Lommel SK              | Nationale 1                  |
| Bouchaib El Moubarki | Attaquant         | 23  | Transfert         | Al Sadd Doha           | Qatar Stars League           |
| Tarik Rizki          | Attaquant         | 22  | Transfert         | Maghreb de Fès         | Botola Pro                   |
| Mustapha Lakhlifi    | Attaquant         | 23  | Transfert         | AS FAR                 | Botola Pro                   |
| Hicham Ayouch        | Attaquant         | 24  | Transfert         | COD Meknès             | Botola Pro                   |
| Khalid Tahoune       | Attaquant         | 23  | Prêt              | IZ Khémissat           | Botola Pro                   |

### Mercato hivernal
En décembre 2001, et après avoir désigné Walter Meuuws au poste d'entraîneur, le club cherche à renforcer ses rangs pour combler le vide laissé par les joueurs libérés ou mis à l’écart. Toutes les lignes ont été revues et corrigées. Le club s’est d'abord attaché les services du buteur du championnat et joueur de la JS Massira, El Gasmi Kouri, en échange de Cheikh Sarr plus la somme de 600.000 DH. Le club veut former un tandem d’attaque dangereux avec lui et le Camerounais François Endene, qui débarque en provenance du championnat mexicain.
Le milieu de terrain sera renforcé par l’arrivée de tangérois Reda Amghar et de Mohamed Foulouh, prêté par les FAR pour un an, en échange de Mohamed Armoumen. Le militaire, réputé par son jeu offensif, aura à ses côtés l’ex-Rajaoui, Jamal Sellami, de retour au bercail sans contre partie pécuniaire, après une longue expérience en Turquie avec le club du Beşiktaş. Sur le flanc défensif droit, la concurrence s’annonce rude pour Mohamed Kharbouch après la montée en équipe première du jeune promettant Kacémi Amkar.
| Joueur           | Poste             | Âge | Type de transfert | Provenance/Destination | Division                     |
| ---------------- | ----------------- | --- | ----------------- | ---------------------- | ---------------------------- |
| Arrivées         |                   |     |                   |                        |                              |
| François Endene  | Attaquant         | 23  | Transfert         | Venados F.C.           | Liga MX                      |
| Jamal Sellami    | Milieu de terrain | 31  | Transfert libre   | Beşiktaş JK            | Süper Lig                    |
| El Gasmi Kouri   | Attaquant         | 22  | Transfert         | JS Massira             | Botola Pro                   |
| Mohamed Foulouh  | Milieu de terrain | 23  | Prêt              | AS FAR                 | Botola Pro                   |
| Reda Amghar      | Milieu de terrain | 24  | Prêt              | IR Tanger              | Botola Pro                   |
| Kacemi Amkar     | Défenseur         | 21  | Transfert         | Raja U21               | Championnat national espoirs |
| Départs          |                   |     |                   |                        |                              |
| Mohamed Armoumen | Attaquant         | 23  | Transfert         | AS FAR                 | Botola Pro                   |
| Cheikh Sarr      | Attaquant         | 25  | Transfert         | JS Massira             | Botola Pro                   |
| Zakaria Aboub    | Milieu de terrain | 20  | Prêt              | AS FAR                 | Botola Pro                   |

## Mi-saison

### Matchs amicaux
Premier jour de l'an 2002, tout un monde a répondu présent au Stade Larbi-Zaouli pour célébrer le jubilé de Mehdi Mellouk, médian du Raja lors du début des années 1980. Après une première rencontre entre l'ex-équipe nationale et l'ex-TAS, les jeunes du Raja s'opposent à une sélection africaine entraîné par Abdallah Azhar, mythique attaquant du Raja et du Stade de Reims lors des années 1960.
Après une ouverture du score des africains par le biais de Cheikh Sarr, alors fraîchement transféré à la JS Massira en échange de El Gasmi Kouri, ce dernier remet les pendules à l'heure avant que Said Kherrazi n'aggrave le score (victoire 2-1). La rencontre a également vu la bonne prestation du nouveau venu Mohamed Folloh, et le retour au bercail de Jamal Sellami auteur d'un bon match au niveau de la récupération.
| Date       | Adversaire          | Lieu                           | Score | Buteurs                        |
| ---------- | ------------------- | ------------------------------ | ----- | ------------------------------ |
| 01/01/2002 | Sélection d'Afrique | Stade Larbi-Zaouli, Casablanca | 2-1   | El Gasmi Kouri , Said Kherrazi |

## Botola
La Botola 2001-2002 est la 74e édition du championnat du Maroc de football et la 46e édition sous l'égide de la Fédération royale marocaine de football depuis sa création en 1956. La division oppose seize clubs en une série de trente rencontres, chaque club se rencontrant à deux reprises. Le champion et son dauphin se qualifient pour la Ligue des champions.
Le Raja CA participe à cette compétition pour la 46e fois de son histoire et n'a jamais quitté l'élite du football marocain depuis la première édition de 1956-1957, un record national. L'équipe participe à cette édition après avoir remporté son sixième titre d'affilée la saison précédente.
| Date          | Adversaire                | Journée       | Lieu          | Résultat      | Buteurs                                                       | Rapport |
| ------------- | ------------------------- | ------------- | ------------- | ------------- | ------------------------------------------------------------- | ------- |
| MATCHS ALLER  | MATCHS ALLER              | MATCHS ALLER  | MATCHS ALLER  | MATCHS ALLER  | MATCHS ALLER                                                  | [ 8 ]   |
| 16/09/2001    | Kawkab de Marrakech       | 1re journée   | Ext.          | 0 - 3         | Cheikh Sarr 30e (pen.) 40e, Ali Diallo 36e                    |         |
| 22/09/2001    | Jeunesse sportive Massira | 2e journée    | Dom.          | 0 - 0         | -                                                             |         |
| 07/10/2001    | Fath Union Sport          | 3e journée    | Ext.          | 0 - 1         | Mohamed Armoumen 62e (pen.)                                   |         |
| 17/10/2001    | Tihad Sportif Club        | 4e journée    | Dom.          | 2 - 1         | Omar Nejjary 9e (pen.), Sami Tajeddine 85e                    |         |
| 21/10/2001    | Ittihad Khémisset         | 5e journée    | Dom.          | 3 - 0         | Mohamed Armoumen 24e 63e (pen.), Said Kherrazi 84e (pen.)     |         |
| 28/10/2001    | Hassania Agadir           | 6e journée    | Ext.          | 2 - 0         | -                                                             |         |
| 04/11/2001    | Olympique Khouribga       | 7e journée    | Dom.          | 0 - 1         | -                                                             |         |
| 11/11/2001    | Maghreb de Fès            | 8e journée    | Ext.          | 1 - 0         | -                                                             |         |
| 18/11/2001    | Renaissance de Settat     | 9e journée    | Dom.          | 0 - 0         | -                                                             |         |
| 25/11/2001    | Ittihad Tanger            | 10e journée   | Ext.          | 0 - 0         | -                                                             |         |
| 02/12/2001    | AS FAR                    | 11e journée   | Dom.          | 2 - 0         | Abdellatif Jrindou 64e, Hicham Aboucherouane 75e              |         |
| 09/12/2001    | Wydad AC                  | 12e journée   | Ext.          | 2 - 0         | -                                                             |         |
| 23/12/2001    | COD Meknès                | 13e journée   | Dom.          | 4 - 1         | Ali Diallo 15e, Mesloub 55e, Aboucherouane 64e, Nejjary 85e   |         |
| 30/12/2001    | Stade Marocain            | 14e journée   | Ext.          | 1 - 3         | Mesloub 45e, Aboucherouane 60e, Ali Diallo 70e                |         |
| 06/01/2002    | Raja de Béni Mellal       | 15e journée   | Dom.          | 3 - 0         | Redouane El Haimeur 56e, Ali Diallo 58e 86e                   |         |
| MATCHS RETOUR | MATCHS RETOUR             | MATCHS RETOUR | MATCHS RETOUR | MATCHS RETOUR | MATCHS RETOUR                                                 | [ 9 ]   |
| 27/01/2002    | Kawkab de Marrakech       | 16e journée   | Dom.          | 3 - 0         | Sami Tajeddine 14e, Redouane El Haimeur 45+1e, Ali Diallo 47e |         |
| 02/02/2002    | Jeunesse sportive Massira | 17e journée   | Ext.          | 0 - 2         | Abdellatif Jrindou 67e (pen.), Nabil Mesloub 82e              |         |
| 09/02/2002    | Fath Union Sport          | 18e journée   | Dom.          | 0 - 1         | -                                                             |         |
| 16/02/2002    | Tihad Sportif Club        | 19e journée   | Ext.          | 1 - 2         | Hafid Abdessadek 34e, Hamid Nater 50e                         |         |
| 13/03/2002    | Ittihad Khémisset         | 20e journée   | Ext.          | 0 - 1         | François Endene                                               |         |
| 17/03/2002    | Hassania Agadir           | 21e journée   | Dom.          | 1 - 1         | Mohamed Ali Diallo 19e                                        |         |
| 31/03/2002    | Maghreb de Fès            | 23e journée   | Dom.          | 2 - 0         | Adil Messkini 18e (csc), Aboucherouane 73e                    |         |
| 03/04/2002    | Olympique Khouribga       | 22e journée   | Ext.          | 0 - 0         | -                                                             |         |
| 21/04/2002    | Renaissance de Settat     | 24e journée   | Ext.          | 1 - 4         | Aboucherouane 40e 67e 76e, François Endene 58e                |         |
| 05/05/2002    | Ittihad Tanger            | 25e journée   | Dom.          | 1 - 0         | Ali Diallo 18e                                                |         |
| 12/05/2002    | AS FAR                    | 26e journée   | Ext.          | 1 - 2         | Omar Nejjary 30e, Abdellatif Jrindou 90e (pen.)               |         |
| 19/05/2002    | Wydad AC                  | 27e journée   | Dom.          | 0 - 2         | -                                                             |         |
| 26/05/2002    | COD Meknès                | 28e journée   | Ext.          | 0 - 0         | -                                                             |         |
| 02/06/2002    | Stade Marocain            | 29e journée   | Dom.          | 1 - 1         | Aboucherouane                                                 |         |
| 09/06/2002    | Raja de Béni Mellal       | 30e journée   | Ext.          | 3 - 2         | Aboucherouane , Elamin Erbate                                 |         |

## Coupe du trône
La Coupe du trône 2000-2001 est 45e édition de la Coupe du Trône de football sous l'égide de la Fédération royale marocaine de football depuis sa création en 1956. C'est une compétition à élimination directe, organisée annuellement et ouverte aux clubs amateurs et professionnels affiliés à la FRMF. Le vainqueur s'offre une place en Coupe d'Afrique des vainqueurs de coupe, s'il n'est pas déjà qualifié pour la Ligue des champions de la CAF.
| Date       | Tour            | Adversaire     | Lieu                        | Score | Buteurs                              |
| ---------- | --------------- | -------------- | --------------------------- | ----- | ------------------------------------ |
| 17/06/2001 | 1/16e de finale | SCC Mohammédia | Stade Bachir, Mohammédia    | 2-0   | Mohamed Ali Diallo                   |
| 24/06/2001 | 1/8e de finale  | HUS Agadir     | Stade Al Inbiâate, Agadir   | 1-0   | Mohamed Ali Diallo                   |
| 01/07/2001 | 1/4 de finale   | Étoile JS      | Stade Père-Jégo, Casablanca | 3-1   | Bouchaib El Moubarki , Saïd Kherrazi |
| 29/09/2001 | Demi-finale     | Wydad AC       | Stade Mohamed-V, Casablanca | 1-0   | -                                    |

## Ligue des champions
La Ligue des champions 2002 est la 37e édition de la plus prestigieuse des compétitions africaines inter-clubs, la Ligue des champions de la CAF. Le Raja Club Athletic participe à cette compétition pour la 8e fois de son histoire et il l'a déjà remporté à trois reprises. Exempté du tour préliminaire, les Verts doivent disputer deux tours (aller-retour) pour se qualifier à la phase de poules. Les quatre premiers et les quatre deuxièmes de chaque groupe participent à la phase finale, qui débute par les demi-finales.
| Date       | Tour                    | Adversaire      | Lieu                                       | Score | Buteurs                                 | Passeurs                                     |
| ---------- | ----------------------- | --------------- | ------------------------------------------ | ----- | --------------------------------------- | -------------------------------------------- |
| 10/03/2002 | 1/16 de finale - Aller  | Wallidan FC     | Stade Mohamed V, Casablanca                | 2-1   | Diallo 49e, Aboucherouane 64e           | Foulouh 49e, Kharbouch 64e                   |
| 23/03/2002 | 1/16 de finale - Retour | Wallidan FC     | Stade de l'indépendance, Banjul            | 1-3   | François Endene 48e, Ali Diallo 61e 78e | Diallo 48e, François Endene 61e, Nejjary 78e |
| 14/03/2002 | 1/8 de finale - Aller   | Étoile du Congo | Stade Mohamed V, Casablanca                | 3-0   | Diallo 19e, Mesloub 28e, Abdessamad 90e | El Haimer 19e, Diallo 28e, Aboucherouane 90e |
| 28/04/2002 | 1/8 de finale - Retour  | Étoile du Congo | Stade Alphonse-Massamba-Débat, Brazzaville | 3-2   | François Endene 72e, Aboucherouane 80e  | -                                            |

## Statistiques

### Statistiques collectives
| Compétition         | Résultat    | Matchs joués | Gagnés | Nuls | Perdus | Buts pour | Buts contre | Différence |
| ------------------- | ----------- | ------------ | ------ | ---- | ------ | --------- | ----------- | ---------- |
| Botola              | 3e          | 30           | 16     | 7    | 7      | 42        | 18          | +24        |
| Coupe du Trône      | Demi-finale | 4            | 3      | 0    | 1      | 6         | 2           | +4         |
| Ligue des champions | Finaliste   | 4            | 3      | 0    | 1      | 10        | 4           | +6         |
| Total               | Total       | 38           | 22     | 7    | 9      | 58        | 24          | +34        |

### Statistiques individuelles

#### Statistiques des buteurs
| Place               | Nom                    | Botola | Coupe du Trône | Ligue des champions | Total des buts |
| 1                   | Mohamed Ali Diallo     | 8      | 3              | 4                   | 15             |
| 2                   | Hicham Aboucherouane   | 9      | -              | 2                   | 11             |
| 3                   | François Endene        | 2      | -              | 2                   | 4              |
| 4                   | Nabil Mesloub          | 3      | -              | 1                   | 4              |
| 5                   | Mohamed Armoumen       | 3      | -              | -                   | 3              |
| 6                   | Abdellatif Jrindou     | 3      | -              | -                   | 3              |
| 7                   | Omar Nejjary           | 3      | -              | -                   | 3              |
| 8                   | Cheikh Sarr            | 2      | -              | -                   | 2              |
| 15                  | Bouchaib El Moubarki   | -      | 2              | -                   | 2              |
| 9                   | Sami Tajeddine         | 2      | -              | -                   | 2              |
| 11                  | Redouane El Haimeur    | 2      | -              | -                   | 2              |
| 12                  | Said Kherrazi          | 1      | 1              | -                   | 2              |
| 10                  | Hamid Nater            | 1      | -              | -                   | 1              |
| 12                  | Elamine Erbate         | 1      | -              | -                   | 1              |
| 13                  | Hafid Abdessadek       | 1      | -              | -                   | 1              |
| 14                  | Abdelouahed Abdessamad | -      | -              | 1                   | 1              |
| But contre son camp | But contre son camp    | 1      | -              | -                   | 1              |
| Total des buts      | Total des buts         | 42     | 6              | 10                  | 58             |